# Salonnes
Salonnes é uma comuna francesa na região administrativa do Grande Leste, no departamento de Mosela. Estende-se por uma área de 12.69 km², e possui 184 habitantes, segundo o censo de 2018, com uma densidade de 14 hab/km².